# 薩斯德穆拉山

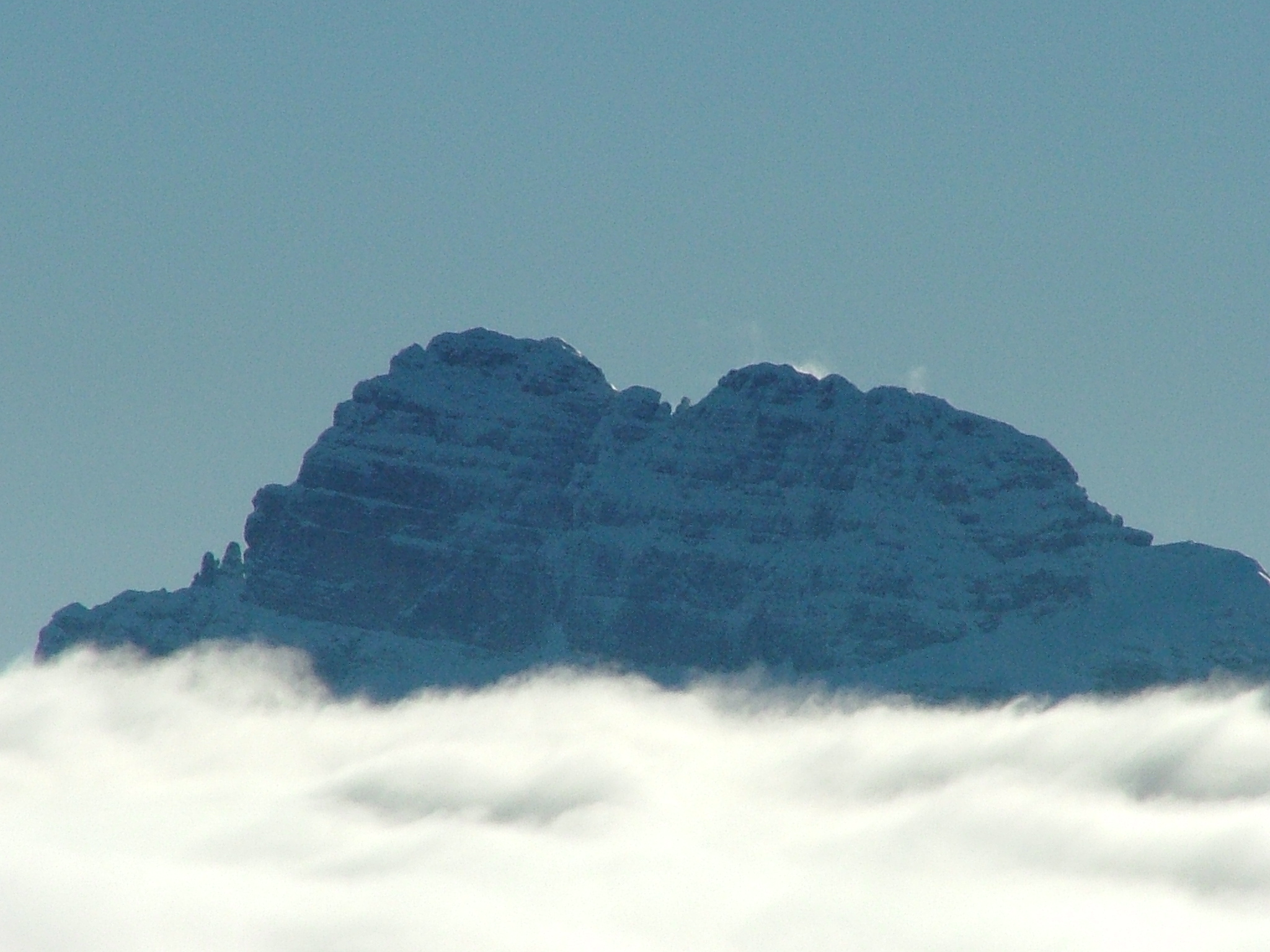

46°09′49″N 11°55′31″E / 46.16361°N 11.92528°E
薩斯德穆拉山（義大利語：Sass de Mura），是意大利的山峰，位於該國東北部，由威尼托大區負責管轄，屬於多洛米蒂山的一部分，海拔高度2,547米，人類在1881年首次登頂。